# Copa América 2021
De Copa América 2021 was de 47ste editie van de Copa América, een Zuid-Amerikaans voetbaltoernooi dat wordt georganiseerd door de continentale voetbalconfederatie CONMEBOL. Het zou eerst in de zomer van 2020 gespeeld worden, maar op 17 maart 2020 maakte de CONMEBOL bekend dat het toernooi met 1 jaar zal worden uitgesteld wegens de coronapandemie. Het evenement vond plaats in Brazilië van 13 juni 2021 tot en met 10 juli 2021. Argentinië won voor het eerst sinds 1993 weer eens het toernooi.

## Gastlanden
Op 13 maart 2019 maakte de CONMEBOL bekend dat Argentinië en Colombia waren aangewezen als gastlanden, nadat een kandidatuur van de Verenigde Staten niet succesvol was geweest. De Colombiaanse president Iván Duque heeft reeds aangekondigd dat Argentinië de openingswedstrijd krijgt en Colombia de finale. Ongeveer een maand voor de start van het toernooi werd echter bekend dat Colombia wordt geschrapt als gastland, vanwege de onrustige situatie in het land.. op 31 mei 2021 werd bekend dat ook Argentinië zich terugtrekt als gastland door de huidige coronasituatie in het land. Op diezelfde dag maakte de CONMEBOL opvallend genoeg bekend dat door een corona geteisterd Brazilië de organisatie toegewezen heeft gekregen. Op 1 juni 2021, amper twee weken voor het begin van het toernooi was nog niet bekend in welke stadions het toernooi gespeeld zou worden. De Braziliaanse regering maakte bekend dat er een maximaal aantal toegestane mensen per delegatie aanwezig mag zijn en dat iedereen, inclusief het scheidsrechtersteam ingeënt moet worden.

## Deelnemende landen
Australië en Qatar zouden deelnemen aan dit toernooi, omdat deze landen werden uitgenodigd. Beide landen trokken zich echter in februari 2021 terug uit het toernooi. Reden hiervoor was de verplaatsing van enkele wedstrijden in het Aziatisch kwalificatietoernooi voor het wereldkampioenschap voetbal in 2022 naar juni 2021.
| CONMEBOL (10) | CONMEBOL (10) | CONMEBOL (10) | CONMEBOL (10) |
| ------------- | ------------- | ------------- | ------------- |
| Uruguay       | Argentinië    | Bolivia       | Brazilië      |
| Colombia      | Chili         | Ecuador       | Paraguay      |
| Peru          | Venezuela     |               |               |

## Stadions
Brazilië kreeg vlak voor het begin van het toernooi de organisatie toegewezen. Er werden vijf stadions geselecteerd in vier steden, Brasília, Goiânia, Cuiabá en Rio de Janeiro. In Rio de Janeiro werden twee stadions geselecteerd, namelijk het Maracanã en het Nilton Santosstadion. Tevens werd daarbij bekendgemaakt dat de openingswedstrijd gespeeld wordt in Estádio Nacional de Brasília (Mané Garrincha) op 13 juni en de finale in het Maracanã op 10 juli.
| Brasilia                        | Rio de Janeiro | Rio de Janeiro |
| ------------------------------- | --- | --- |
| Estádio Nacional de Brasília    | Maracanã | Nilton Santosstadion |
|                                 | | |
| Cuiabá                          | · Rio de Janeiro · (Nilton Santosstadion & Maracanã) Brasilia (Estádio Nacional de Brasília) Cuiabá (Arena Pantanal) Goiânia (Pedro Ludovico) | · Rio de Janeiro · (Nilton Santosstadion & Maracanã) Brasilia (Estádio Nacional de Brasília) Cuiabá (Arena Pantanal) Goiânia (Pedro Ludovico) |
| Arena Pantanal                  | · Rio de Janeiro · (Nilton Santosstadion & Maracanã) Brasilia (Estádio Nacional de Brasília) Cuiabá (Arena Pantanal) Goiânia (Pedro Ludovico) | · Rio de Janeiro · (Nilton Santosstadion & Maracanã) Brasilia (Estádio Nacional de Brasília) Cuiabá (Arena Pantanal) Goiânia (Pedro Ludovico) |
|                                 | · Rio de Janeiro · (Nilton Santosstadion & Maracanã) Brasilia (Estádio Nacional de Brasília) Cuiabá (Arena Pantanal) Goiânia (Pedro Ludovico) | · Rio de Janeiro · (Nilton Santosstadion & Maracanã) Brasilia (Estádio Nacional de Brasília) Cuiabá (Arena Pantanal) Goiânia (Pedro Ludovico) |
| Goiânia                         | · Rio de Janeiro · (Nilton Santosstadion & Maracanã) Brasilia (Estádio Nacional de Brasília) Cuiabá (Arena Pantanal) Goiânia (Pedro Ludovico) | · Rio de Janeiro · (Nilton Santosstadion & Maracanã) Brasilia (Estádio Nacional de Brasília) Cuiabá (Arena Pantanal) Goiânia (Pedro Ludovico) |
| Estádio Olímpico Pedro Ludovico | · Rio de Janeiro · (Nilton Santosstadion & Maracanã) Brasilia (Estádio Nacional de Brasília) Cuiabá (Arena Pantanal) Goiânia (Pedro Ludovico) | · Rio de Janeiro · (Nilton Santosstadion & Maracanã) Brasilia (Estádio Nacional de Brasília) Cuiabá (Arena Pantanal) Goiânia (Pedro Ludovico) |
|                                 | · Rio de Janeiro · (Nilton Santosstadion & Maracanã) Brasilia (Estádio Nacional de Brasília) Cuiabá (Arena Pantanal) Goiânia (Pedro Ludovico) | · Rio de Janeiro · (Nilton Santosstadion & Maracanã) Brasilia (Estádio Nacional de Brasília) Cuiabá (Arena Pantanal) Goiânia (Pedro Ludovico) |

## Groepsfase
De groepen werden bekendgemaakt op 9 april 2019. Door de coronapandemenie kwamen er daarna nog enkele wijzigingen in het programma. Australië zou aanvankelijk deelnemen in groep A en Qatar zou deelnemen in groep B. Beide landen trokken zich echter terug.
De top 4 van elke groep plaatst zich voor de kwartfinales.

### Zuidzone
| Pos | Team        | Wed | W | G | V | Ptn | DV | DT | +/− | Kwalificatie      |
| --- | ----------- | --- | - | - | - | --- | -- | -- | --- | ----------------- |
| 1   | Argentinië  | 4   | 3 | 1 | 0 | 10  | 7  | 2  | +5  | Naar kwartfinales |
| 2   | Uruguay     | 4   | 2 | 1 | 1 | 7   | 4  | 2  | +2  | Naar kwartfinales |
| 3   | Paraguay    | 4   | 2 | 0 | 2 | 6   | 5  | 3  | +2  | Naar kwartfinales |
| 4   | Chili       | 4   | 1 | 2 | 1 | 5   | 3  | 4  | −1  | Naar kwartfinales |
| 5   | Bolivia (U) | 4   | 0 | 0 | 4 | 0   | 2  | 10 | −8  |                   |

|                                               |            |       |            |                                                                                                |
| 14 juni 2021 «onderlinge duels» 18:00 (UTC+3) | Argentinië | 1 – 1 | Chili      | Nilton Santosstadion, Rio de Janeiro Toeschouwers: 0 Scheidsrechter: Wilmar Roldán ( Colombia) |
| 14 juni 2021 «onderlinge duels» 18:00 (UTC+3) | Messi 33'  |       | 57' Vargas | Nilton Santosstadion, Rio de Janeiro Toeschouwers: 0 Scheidsrechter: Wilmar Roldán ( Colombia) |

|                                               |                             |       |                                   |                                                                                             |
| 14 juni 2021 «onderlinge duels» 19:00 (UTC+3) | Paraguay                    | 3 – 1 | Bolivia                           | Estádio Olímpico Pedro Ludovico, Goiânia Toeschouwers: 0 Scheidsrechter: Diego Haro ( Peru) |
| 14 juni 2021 «onderlinge duels» 19:00 (UTC+3) | Gamarra 62' Romero 65', 80' |       | 10' (pen.) Saavedra 45+9' Cuéllar | Estádio Olímpico Pedro Ludovico, Goiânia Toeschouwers: 0 Scheidsrechter: Diego Haro ( Peru) |

|                                               |              |       |         |                                                                                    |
| 18 juni 2021 «onderlinge duels» 18:00 (UTC+3) | Chili        | 1 – 0 | Bolivia | Arena Pantanal, Cuiabá Toeschouwers: 0 Scheidsrechter: Jesús Gil Manzano ( Spanje) |
| 18 juni 2021 «onderlinge duels» 18:00 (UTC+3) | Brereton 10' |       |         | Arena Pantanal, Cuiabá Toeschouwers: 0 Scheidsrechter: Jesús Gil Manzano ( Spanje) |

|                                               |               |       |         | |
| 18 juni 2021 «onderlinge duels» 21:00 (UTC+3) | Argentinië    | 1 – 0 | Uruguay | Estádio Nacional de Brasília, Brasilia Toeschouwers: 0 Scheidsrechter: Wilton Pereira Sampaio ( Brazilië) |
| 18 juni 2021 «onderlinge duels» 21:00 (UTC+3) | Rodríguez 13' |       |         | Estádio Nacional de Brasília, Brasilia Toeschouwers: 0 Scheidsrechter: Wilton Pereira Sampaio ( Brazilië) |

|                                               |            |       |            |                                                                                  |
| 21 juni 2021 «onderlinge duels» 17:00 (UTC+3) | Uruguay    | 1 – 1 | Chili      | Arena Pantanal, Cuiabá Toeschouwers: 0 Scheidsrechter: Raphael Claus ( Brazilië) |
| 21 juni 2021 «onderlinge duels» 17:00 (UTC+3) | Suárez 66' |       | 26' Vargas | Arena Pantanal, Cuiabá Toeschouwers: 0 Scheidsrechter: Raphael Claus ( Brazilië) |

|                                               |            |       |          | |
| 21 juni 2021 «onderlinge duels» 20:00 (UTC+3) | Argentinië | 1 – 0 | Paraguay | Estádio Nacional de Brasília, Brasilia Toeschouwers: 0 Scheidsrechter: Jesús Valenzuela ( Venezuela) |
| 21 juni 2021 «onderlinge duels» 20:00 (UTC+3) | Gómez 10'  |       |          | Estádio Nacional de Brasília, Brasilia Toeschouwers: 0 Scheidsrechter: Jesús Valenzuela ( Venezuela) |

|                                               |         |                                 |         |                                                                                    |
| 24 juni 2021 «onderlinge duels» 18:00 (UTC+3) | Bolivia | 0 – 2                           | Uruguay | Arena Pantanal, Cuiabá Toeschouwers: 0 Scheidsrechter: Alexis Herrera ( Venezuela) |
| 24 juni 2021 «onderlinge duels» 18:00 (UTC+3) |         | 40' (e.d.) Quinteros 79' Cavani |         | Arena Pantanal, Cuiabá Toeschouwers: 0 Scheidsrechter: Alexis Herrera ( Venezuela) |

|                                               |       |                               |          |                                                                                                  |
| 24 juni 2021 «onderlinge duels» 21:00 (UTC+3) | Chili | 0 – 2                         | Paraguay | Estádio Nacional de Brasília, Brasilia Toeschouwers: 0 Scheidsrechter: Wilmar Roldán ( Colombia) |
| 24 juni 2021 «onderlinge duels» 21:00 (UTC+3) |       | 32' Samudio 58' (pen) Almirón |          | Estádio Nacional de Brasília, Brasilia Toeschouwers: 0 Scheidsrechter: Wilmar Roldán ( Colombia) |

|                                               |              |       |                                             |                                                                                 |
| 28 juni 2021 «onderlinge duels» 18:00 (UTC+3) | Bolivia      | 1 – 4 | Argentinië                                  | Arena Pantanal, Cuiabá Toeschouwers: 0 Scheidsrechter: Andrés Rojas ( Colombia) |
| 28 juni 2021 «onderlinge duels» 18:00 (UTC+3) | Saavedra 60' |       | 6' Gómez 33' (pen.), 42' Messi 65' Martínez | Arena Pantanal, Cuiabá Toeschouwers: 0 Scheidsrechter: Andrés Rojas ( Colombia) |

|                                               |                  |       |          |                                                                                                |
| 28 juni 2021 «onderlinge duels» 18:00 (UTC+3) | Uruguay          | 1 – 0 | Paraguay | Nilton Santosstadion, Rio de Janeiro Toeschouwers: 0 Scheidsrechter: Raphael Claus ( Brazilië) |
| 28 juni 2021 «onderlinge duels» 18:00 (UTC+3) | Cavani 21' (pen) |       |          | Nilton Santosstadion, Rio de Janeiro Toeschouwers: 0 Scheidsrechter: Raphael Claus ( Brazilië) |

### Noorderzone
| Pos | Team          | Wed | W | G | V | Ptn | DV | DT | +/− | Kwalificatie      |
| --- | ------------- | --- | - | - | - | --- | -- | -- | --- | ----------------- |
| 1   | Brazilië (G)  | 4   | 3 | 1 | 0 | 10  | 10 | 2  | +8  | Naar kwartfinales |
| 2   | Peru          | 4   | 2 | 1 | 1 | 7   | 5  | 7  | −2  | Naar kwartfinales |
| 3   | Colombia      | 4   | 1 | 1 | 2 | 4   | 3  | 4  | −1  | Naar kwartfinales |
| 4   | Ecuador       | 4   | 0 | 3 | 1 | 3   | 5  | 6  | −1  | Naar kwartfinales |
| 5   | Venezuela (U) | 4   | 0 | 2 | 2 | 2   | 2  | 6  | −4  |                   |

|                                               |                                              |       |           | |
| 13 juni 2021 «onderlinge duels» 18:00 (UTC+5) | Brazilië                                     | 3 – 0 | Venezuela | Estádio Nacional de Brasília, Brasilia Toeschouwers: 0 Scheidsrechter: Esteban Ostojich ( Uruguay) |
| 13 juni 2021 «onderlinge duels» 18:00 (UTC+5) | Marquinhos 23' Neymar 64' (pen.) Barbosa 89' |       |           | Estádio Nacional de Brasília, Brasilia Toeschouwers: 0 Scheidsrechter: Esteban Ostojich ( Uruguay) |

|                                               |             |       |         |                                                                                    |
| 13 juni 2021 «onderlinge duels» 21:00 (UTC+5) | Colombia    | 1 – 0 | Ecuador | Arena Pantanal, Cuiabá Toeschouwers: 0 Scheidsrechter: Néstor Pitana ( Argentinië) |
| 13 juni 2021 «onderlinge duels» 21:00 (UTC+5) | Cardona 42' |       |         | Arena Pantanal, Cuiabá Toeschouwers: 0 Scheidsrechter: Néstor Pitana ( Argentinië) |

|                                               |            |       |           |                                                                                                  |
| 17 juni 2021 «onderlinge duels» 18:00 (UTC+5) | Colombia   | 0 – 0 | Venezuela | Estádio Olímpico Pedro Ludovico, Goiânia Toeschouwers: 0 Scheidsrechter: Eber Aquino ( Paraguay) |
| 17 juni 2021 «onderlinge duels» 18:00 (UTC+5) | Díaz 90+4' |       |           | Estádio Olímpico Pedro Ludovico, Goiânia Toeschouwers: 0 Scheidsrechter: Eber Aquino ( Paraguay) |

|                                               |      |                                                                  |          | |
| 17 juni 2021 «onderlinge duels» 21:00 (UTC+5) | Peru | 0 – 4                                                            | Brazilië | Nilton Santosstadion, Rio de Janeiro Toeschouwers: 0 Scheidsrechter: Patricio Loustau ( Argentinië) |
| 17 juni 2021 «onderlinge duels» 21:00 (UTC+5) |      | 12' Alex Sandro 68' Neymar 89' Everton Ribeiro 90+3' Richarlison |          | Nilton Santosstadion, Rio de Janeiro Toeschouwers: 0 Scheidsrechter: Patricio Loustau ( Argentinië) |

|                                               |                              |       |                        |                                                                                             |
| 20 juni 2021 «onderlinge duels» 17:00 (UTC+5) | Venezuela                    | 2 – 2 | Ecuador                | Nilton Santosstadion, Rio de Janeiro Toeschouwers: 0 Scheidsrechter: Roberto Tobar ( Chili) |
| 20 juni 2021 «onderlinge duels» 17:00 (UTC+5) | Castillo 51' Hernández 90+1' |       | 39' Preciado 71' Plata | Nilton Santosstadion, Rio de Janeiro Toeschouwers: 0 Scheidsrechter: Roberto Tobar ( Chili) |

|                                               |                 |       |                          | |
| 20 juni 2021 «onderlinge duels» 20:00 (UTC+5) | Colombia        | 1 – 2 | Peru                     | Estádio Olímpico Pedro Ludovico, Goiânia Toeschouwers: 0 Scheidsrechter: Esteban Ostojich ( Uruguay) |
| 20 juni 2021 «onderlinge duels» 20:00 (UTC+5) | Borja 53' (pen) |       | 17' Peña 64' (e.d.) Mina | Estádio Olímpico Pedro Ludovico, Goiânia Toeschouwers: 0 Scheidsrechter: Esteban Ostojich ( Uruguay) |

|                                               |                                 |       |                           | |
| 23 juni 2021 «onderlinge duels» 17:00 (UTC+5) | Ecuador                         | 2 – 2 | Peru                      | Estádio Olímpico Pedro Ludovico, Goiânia Toeschouwers: 0 Scheidsrechter: Jesús Gil Manzano ( Spanje) |
| 23 juni 2021 «onderlinge duels» 17:00 (UTC+5) | Tapia 23' (e.d.) Preciado 45+3' |       | 49' Lapadula 54' Carrillo | Estádio Olímpico Pedro Ludovico, Goiânia Toeschouwers: 0 Scheidsrechter: Jesús Gil Manzano ( Spanje) |

|                                               |                             |       |          |                                                                                                  |
| 23 juni 2021 «onderlinge duels» 20:00 (UTC+5) | Brazilië                    | 2 – 1 | Colombia | Nilton Santosstadion, Rio de Janeiro Toeschouwers: 0 Scheidsrechter: Néstor Pitana ( Argentinië) |
| 23 juni 2021 «onderlinge duels» 20:00 (UTC+5) | Firmino 78' Casemiro 90+10' |       | 10' Díaz | Nilton Santosstadion, Rio de Janeiro Toeschouwers: 0 Scheidsrechter: Néstor Pitana ( Argentinië) |

|                                               |             |       |          |                                                                                 |
| 27 juni 2021 «onderlinge duels» 20:00 (UTC+5) | Brazilië    | 1 – 1 | Ecuador  | Estádio Olímpico Pedro Ludovico, Goiânia Scheidsrechter: Roberto Tobar ( Chili) |
| 27 juni 2021 «onderlinge duels» 20:00 (UTC+5) | Militão 37' |       | 53' Mena | Estádio Olímpico Pedro Ludovico, Goiânia Scheidsrechter: Roberto Tobar ( Chili) |

|                                               |           |              |      |                                                                                        |
| 27 juni 2021 «onderlinge duels» 20:00 (UTC+5) | Venezuela | 0 – 1        | Peru | Estádio Nacional de Brasília, Brasilia Scheidsrechter: Patricio Lousteau ( Argentinië) |
| 27 juni 2021 «onderlinge duels» 20:00 (UTC+5) |           | 48' Carrillo |      | Estádio Nacional de Brasília, Brasilia Scheidsrechter: Patricio Lousteau ( Argentinië) |

## Knock-outfase
|  | Kwartfinales                             | Kwartfinales                             |                                       |       | Halve finales | Halve finales |  |  | Finale | Finale |
|  |                                          |                                          |                                       |       |               |               |  |  |        |        |
|  | 3 juli – Estádio Nacional de Brasília    |                                          |                                       |       |               |               |  |  |        |        |
|  |                                          |                                          |                                       |       |               |               |  |  |        |        |
|  | Argentinië                               | 3                                        |                                       |       |               |               |  |  |        |        |
|  | Argentinië                               | 3                                        | 6 juli – Estádio Nacional de Brasília |       |               |               |  |  |        |        |
|  | Ecuador                                  | 0                                        |                                       |       |               |               |  |  |        |        |
|  | Ecuador                                  | 0                                        | Argentinië (w.n.s.)                   | 1 (3) |               |               |  |  |        |        |
|  | 3 juli – Estádio Olímpico Pedro Ludovico |                                          | Argentinië (w.n.s.)                   | 1 (3) |               |               |  |  |        |        |
|  |                                          | Colombia                                 | 1 (2)                                 |       |               |               |  |  |        |        |
|  | Uruguay                                  | Colombia                                 | 1 (2)                                 | 0 (2) |               |               |  |  |        |        |
|  | Uruguay                                  |                                          | 10 juli – Maracanã                    | 0 (2) |               |               |  |  |        |        |
|  | Colombia (w.n.s.)                        | 0 (4)                                    |                                       |       |               |               |  |  |        |        |
|  | Colombia (w.n.s.)                        | 0 (4)                                    | Argentinië                            | 1     |               |               |  |  |        |        |
|  | 2 juli – Olympisch Stadion Nilton Santos |                                          | Argentinië                            | 1     |               |               |  |  |        |        |
|  |                                          | Brazilië TH                              | 0                                     |       |               |               |  |  |        |        |
|  | BraziliëTH                               | Brazilië TH                              | 0                                     | 1     |               |               |  |  |        |        |
|  | BraziliëTH                               | 5 juli – Olympisch Stadion Nilton Santos |                                       | 1     |               |               |  |  |        |        |
|  | Chili                                    | 0                                        |                                       |       |               |               |  |  |        |        |
|  | Chili                                    | 0                                        | Brazilië TH                           | 1     |               |               |  |  |        |        |
|  | 2 juli – Estádio Olímpico Pedro Ludovico |                                          | Brazilië TH                           | 1     |               |               |  |  |        |        |
|  |                                          | Peru                                     | 0                                     |       | Troostfinale  | Troostfinale  |  |  |        |        |
|  | Peru (w.n.s.)                            | Peru                                     | 0                                     | 3 (4) | Troostfinale  | Troostfinale  |  |  |        |        |
|  | Peru (w.n.s.)                            |                                          | 9 juli – Estádio Nacional de Brasília | 3 (4) |               |               |  |  |        |        |
|  | Paraguay                                 | 3 (3)                                    |                                       |       |               |               |  |  |        |        |
|  | Paraguay                                 | 3 (3)                                    | Colombia                              | 3     |               |               |  |  |        |        |
|  |                                          |                                          |                                       |       |               |               |  |  |        |        |
|  | Peru                                     | 2                                        |                                       |       |               |               |  |  |        |        |
|  | Peru                                     | 2                                        |                                       |       |               |               |  |  |        |        |

### Kwartfinales
|                                      |                                                      |              |                                                           | |
| 2 juli 2021 «onderlinge duels» 18:00 | Peru                                                 | 3 – 3 (n.v.) | Paraguay                                                  | Estádio Olímpico Pedro Ludovico, Goiânia Toeschouwers: 0 Scheidsrechter: Esteban Ostojich ( Uruguay) |
| 2 juli 2021 «onderlinge duels» 18:00 | Gómez 21' (e.d.) Lapadula 40' Yotún 80' Carrillo 85' |              | 11' Gómez 45+3' Gómez 54' Alonso 90' Ávalos               | Estádio Olímpico Pedro Ludovico, Goiânia Toeschouwers: 0 Scheidsrechter: Esteban Ostojich ( Uruguay) |
| 2 juli 2021 «onderlinge duels» 18:00 | Strafschoppen                                        |              |                                                           | Estádio Olímpico Pedro Ludovico, Goiânia Toeschouwers: 0 Scheidsrechter: Esteban Ostojich ( Uruguay) |
| 2 juli 2021 «onderlinge duels» 18:00 | Lapadula Yotún Ormeño Tapia Cueva Trauco             | 4 – 3        | Á. Romero Alonso Martínez Samudio Piris Da Motta Espínola | Estádio Olímpico Pedro Ludovico, Goiânia Toeschouwers: 0 Scheidsrechter: Esteban Ostojich ( Uruguay) |

|                                      |                       |       |       | |
| 2 juli 2021 «onderlinge duels» 21:00 | Brazilië              | 1 – 0 | Chili | Nilton Santosstadion, Rio de Janeiro Toeschouwers: 0 Scheidsrechter: Patricio Lousteau ( Argentinië) |
| 2 juli 2021 «onderlinge duels» 21:00 | Paquetá 46' Jesus 48' |       |       | Nilton Santosstadion, Rio de Janeiro Toeschouwers: 0 Scheidsrechter: Patricio Lousteau ( Argentinië) |

|                                      |                            |              |                           | |
| 3 juli 2021 «onderlinge duels» 19:00 | Uruguay                    | 0 – 0 (n.v.) | Colombia                  | Estádio Olímpico Pedro Ludovico, Goiânia Toeschouwers: 0 Scheidsrechter: Jesús Gil Manzano ( Spanje) |
| 3 juli 2021 «onderlinge duels» 19:00 |                            |              |                           | Estádio Olímpico Pedro Ludovico, Goiânia Toeschouwers: 0 Scheidsrechter: Jesús Gil Manzano ( Spanje) |
| 3 juli 2021 «onderlinge duels» 19:00 | Strafschoppen              |              |                           | Estádio Olímpico Pedro Ludovico, Goiânia Toeschouwers: 0 Scheidsrechter: Jesús Gil Manzano ( Spanje) |
| 3 juli 2021 «onderlinge duels» 19:00 | Cavani Giménez Suárez Viña | 2 – 4        | Zapata Sánchez Mina Borja | Estádio Olímpico Pedro Ludovico, Goiânia Toeschouwers: 0 Scheidsrechter: Jesús Gil Manzano ( Spanje) |

|                                      |                                      |       |                | |
| 3 juli 2021 «onderlinge duels» 22:00 | Argentinië                           | 3 – 0 | Ecuador        | Estádio Nacional de Brasília, Brasilia Toeschouwers: 0 Scheidsrechter: Wilton Pereira Sampaio ( Brazilië) |
| 3 juli 2021 «onderlinge duels» 22:00 | De Paul 40' Martínez 84' Messi 90+3' |       | 90+2' Hincapié | Estádio Nacional de Brasília, Brasilia Toeschouwers: 0 Scheidsrechter: Wilton Pereira Sampaio ( Brazilië) |

### Halve finales
|                   |             |       |      |                                                                                             |
| 5 juli 2021 20:00 | Brazilië    | 1 – 0 | Peru | Nilton Santosstadion, Rio de Janeiro Toeschouwers: 0 Scheidsrechter: Roberto Tobar ( Chili) |
| 5 juli 2021 20:00 | Paquetá 35' |       |      | Nilton Santosstadion, Rio de Janeiro Toeschouwers: 0 Scheidsrechter: Roberto Tobar ( Chili) |

|                   |                                |              |                                     | |
| 6 juli 2021 22:00 | Argentinië                     | 1 – 1 (n.v.) | Colombia                            | Estádio Nacional de Brasília, Brasilia Toeschouwers: 0 Scheidsrechter: Jesús Valenzuela ( Venezuela) |
| 6 juli 2021 22:00 | Martínez 7'                    |              | 61' Díaz                            | Estádio Nacional de Brasília, Brasilia Toeschouwers: 0 Scheidsrechter: Jesús Valenzuela ( Venezuela) |
| 6 juli 2021 22:00 | Strafschoppen                  |              |                                     | Estádio Nacional de Brasília, Brasilia Toeschouwers: 0 Scheidsrechter: Jesús Valenzuela ( Venezuela) |
| 6 juli 2021 22:00 | Messi De Paul Paredes Martínez | 3 - 2        | Cuadrado Sánchez Mina Borja Cardona | Estádio Nacional de Brasília, Brasilia Toeschouwers: 0 Scheidsrechter: Jesús Valenzuela ( Venezuela) |

### Troostfinale
|                   |                              |       |                        |                                                                                                  |
| 9 juli 2021 21:00 | Colombia                     | 3 – 2 | Peru                   | Estádio Nacional de Brasília, Brasilia Toeschouwers: 0 Scheidsrechter: Raphael Claus ( Brazilië) |
| 9 juli 2021 21:00 | Cuadrado 49' Díaz 66', 90+4' |       | 45' Yotún 82' Lapadula | Estádio Nacional de Brasília, Brasilia Toeschouwers: 0 Scheidsrechter: Raphael Claus ( Brazilië) |

### Finale
|                    |              |       |          |                                                                                          |
| 10 juli 2021 21:00 | Argentinië   | 1 – 0 | Brazilië | Maracanã, Rio de Janeiro Toeschouwers: 8.000 Scheidsrechter: Esteban Ostojich ( Uruguay) |
| 10 juli 2021 21:00 | Di Maria 22' |       |          | Maracanã, Rio de Janeiro Toeschouwers: 8.000 Scheidsrechter: Esteban Ostojich ( Uruguay) |

| Copa América 2021     |
| --------------------- |
| ARGENTINIË 15de titel |

## Doelpuntenmakers
4 doelpunten
- Lionel Messi
- Luis Fernando Díaz

3 doelpunten
- Lautaro Martínez
- Gianluca Lapadula

2 doelpunten
- Alejandro Gómez
- Erwin Saavedra
- Neymar
- Lucas Paquetá
- Eduardo Vargas
- Ayrton Preciado
- Ángel Romero
- André Carrillo
- Yoshimar Yotún
- Edinson Cavani

1 doelpunt
- Ángel Di Maria
- Rodrigo De Paul
- Guido Rodríguez
- Casemiro
- Roberto Firmino
- Alex Sandro
- Everton Ribeiro
- Éder Militão
- Richarlison
- Ben Brereton
- Edwin Cardona
- Miguel Borja
- Juan Cuadrado
- Ángel Mena
- Gonzalo Plata
- Alejandro Gamarra
- Braian Samudio
- Miguel Almirón
- Gustavo Gómez
- Júnior Alonso
- Gabriel Ávalos
- Sergio Peña
- Luis Suárez
- Edson Castillo
- Ronald Hérnandez

Eigen doelpunt
- Yerry Mina (tegen Peru)
- Renato Tapia (tegen Ecuador)
- Jairo Quinteros (tegen Uruguay)
- Gustavo Gómez (tegen Peru)

1916 · 
1917 · 
1919 · 
1920 · 
1921 · 
1922 · 
1923 · 
1924 · 
1925 · 
1926 · 
1927 · 
1929 · 
1935 · 
1937 · 
1939 · 
1941 · 
1942 · 
1945 · 
1946 · 
1947 · 
1949 · 
1953 · 
1955 · 
1956 · 
1957 · 
1959 · 
1959 · 
1963 · 
1967 · 
1975 · 
1979 · 
1983 · 
1987 · 
1989 · 
1991 · 
1993 · 
1995 · 
1997 · 
1999 · 
2001 · 
2004 · 
2007 · 
2011 · 
2015 · 
2016 ·
2019 ·
2021 ·
2024